# ناپیوسته‌سپر
ناپیوسته‌سپر یا آتلئاسپیس (Ateleaspis) یک جنس منقرض شده از ماهیان زره‌پوست اولیه است که در دوره سیلورین (عصر ونلاک) تا دونین اولیه زندگی می‌کردند. این ماهیان مانند دیگر زره‌پوستان دارای محافظ سر از نوع سرسپریان بودند. گونه‌هایی از ناپیوسته‌سرها از دوره سیلورین در نروژ و اسکاتلند یافت شده، اما اکنون در سیبری از دوره دونین اولیه نیز یافت شده‌است.

## شرح
ناپیوسته‌سپر احتمالاً ابتدایی‌ترین مهره‌دار با باله‌های جفتی است. ناپیوسته‌سپر یک ماهی کوچک (حدود ۱۵ تا ۲۰ سانتی‌متر) بود و دارای یک سپرپوش صاف و یک تنه باریک بود که با فلس‌های آجری‌مانند پوشیده شده بود.